# عینیت‌گرایی (شعر)
عینیت‌گرایی در شعر یا آبجکتیویسم (انگلیسی: Objectivism) برخاسته از گروهی از نسل دوم مدرنیست‌ها بود که در دهه ۱۹۳۰ ظهور کردند. آن‌ها عمدتاً آمریکایی بودند و تحت‌تأثیر ازرا پاوند و ویلیام کارلوس ویلیامز قرار گرفتند. اصول اساسی شاعرانگی عینیت‌گرا که توسط لوئیز زوکوفسکی تعریف شده بود عبارت بود از تلقی شعر به‌مثابه یک ابژه و تأکید بر صداقت، هوشمندی و توانایی شاعر در نگاه روشن به جهان. درحالی‌که نام این گروه شبیه به مکتب فلسفه آین رند است، این دو جنبش به هم وابسته نیستند.
گروه اصلی متشکل از آمریکایی‌ها زوکوفسکی، ویلیامز، چارلز رزنیکف، جورج آپن و کارل راکوزی و شاعر بریتانیایی باسیل بانتینگ بود. بعدها یکی دیگر از شاعران آمریکایی، لورین نیدکر ، با این گروه مرتبط شد. تعدادی دیگر از شاعران نیز در آثار اولیه تحت‌عنوان عینیت‌گرا قرار گرفتند بدون این‌که در واقع نگرش‌ها و رویکردهای شعر این گروه اصلی را به داشته باشند. اگرچه این شاعران عموماً در ابتدای کار خود مورد غفلت قرار گرفتند و تعدادی از آن‌ها نوشتن و یا انتشار شعر را برای مدتی کنار گذاشتند، برای نسل‌های بعدی نویسندگانی که بر اساس سنت مدرنیسم کار می‌کردند بسیار تأثیرگذار بودند.